# 堺市
堺市（日语：／ Sakai shi */?）是位於日本大阪府中部的市，為政令指定都市，乃大阪府轄下人口及面積都名列第二的行政區劃，次於大阪市。地理上位處近畿平原南部，大和川下游左岸區域，西面大阪灣，北臨大阪市。其都市發展崛起於戰國時代，1889年建市，2006年4月1日升格為大阪府繼大阪市之後第2個政令指定都市。因為緊鄰大阪市區，其白天人口低於居住人口，因此也被視為大阪的衛星城市。
堺市轄區西部為平原，沿著海岸線自古即有多條道路及鐵路通過，包括紀州街道、熊野街道、南海本線等多條重要路線，也因此是較早形成市區的地方；沿海區域則為堺泉北臨海工業地帶。中部及東部為丘陵地形，現主要為住宅區。

## 歷史
據考古資料顯示，此地在舊石器時代時就已有人居住，由於位於攝津國、河內國與和泉國的交界並臨海，逐漸發展成為貿易港口。
「堺」的地名最早出現在平安時代，正因為位於三個國交界的邊境處，被稱為「境」，其日文發音為（Sakai），後來逐漸轉用為相同發音的「堺」。
在戰國時代，由於戰亂，本地商人們為避免受到戰爭波及，組織了會合衆以自治的形式管理此地，並在城市的四周建立了護城河，維持堺的獨立自主，不隸屬任何領主，被當時來到日本的西方傳教士稱為像威尼斯一樣的自治城市。直到織田信長崛起後才先後臣服於織田信長及豐臣秀吉，也因為豐臣秀吉決定將政治中心設在大阪，商人們被迫遷往大阪，此後堺只剩下港口的功能；而在17世紀的大阪之役中，堺也受到波及遭大火燒毀。
江戶時代初期德川幕府曾在此設立堺奉行負責管理，但隨著商業的重要性逐漸降低，堺奉行也曾多次被撤除併入由大坂町奉行管理。江戶時代後期一度由於發展釀造業而恢復繁榮，1868年由新政府接替江戶幕府後，最初隸屬大坂裁判所（大阪府的前身），但僅半年後改隸屬分出新設立的堺縣，直到1881年才隨著堺縣被併入大阪府後才成為大阪府的轄區。
1880年，日本實施郡區町村編制法，設立了行政區劃堺區，1889年改實施市制後成為了堺市，此後堺開始發展紡織、製磚產業而成為工業城市，並成為阪神工業地帶的一部分。
而堺市的轄區隨著不斷的併入周邊泉北郡及南河內郡的行政區劃逐漸擴大，二次大戰後隨著大阪的發展，更成為大阪都市圈的一部分，也成為大阪的衛星城市之一。在1996年日本實施中核市制度時，便成為第一批的中核市；2005年合併位於東側的美原町後，人口達到升格為政令指定都市所需要80萬人的門檻，因此在2006年進一步升格為政令指定都市，成為日本第15個政令指定都市，並在轄內設立堺區、中區、東區、西區、南區、北區、美原區等7個行政區。

## 行政

### 歷代市長
| 派任市長   | 派任市長      | 派任市長      | 派任市長                   |
| 姓名       | 上任日期      | 卸任日期      | 備註                       |
| ---------- | ------------- | ------------- | -------------------------- |
| 一樋作兵衛 | 1889年4月     | 1893年8月     |                            |
| 北田豐三郎 | 1893年10月    | 1896年2月     |                            |
| 大西五一郎 | 1896年2月     | 1905年10月    |                            |
| 宮本通義   | 1906年3月     | 1910年2月     |                            |
| 齊藤研一   | 1910年11月    | 1912年12月    |                            |
| 熊野秀之輔 | 1913年1月     | 1917年1月21日 |                            |
| 齊藤研一   | 1917年6月5日  | 1926年11月    |                            |
| 森本仁平   | 1926年12月    | 1933年1月     |                            |
| 民選市長   |               |               |                            |
| 山口勝     | 1947年4月     | 1951年4月     |                            |
| 大塚正     | 1951年4月     | 1955年4月     |                            |
| 河盛安之介 | 1955年5月     | 1971年4月）   |                            |
| 土師半六   | 1971年5月     | 1972年10月    |                            |
| 我堂武夫   | 1972年11月    | 1984年1月     |                            |
| 田中和夫   | 1984年2月     | 1989年8月     |                            |
| 幡谷豪男   | 1989年10月    | 2001年9月     |                            |
| 木原敬介   | 2001年10月8日 | 2009年10月7日 |                            |
| 竹山修身   | 2009年10月8日 | 2019年4月30日 | 因涉入政治獻金問題而辭職。 |
| 永藤英機   | 2019年6月10日 | 現任          |                            |

### 行政區
| 區名   | 人口（人） | 面積（平方公里） | 人口密度（人/平方公里） |  |
| 堺區   | 147,945    | 23.69            | 6,250                   |  |
| 北區   | 158,000    | 15.58            | 10,140                  |  |
| 西區   | 135,131    | 28.62            | 4,720                   |  |
| 中區   | 124,283    | 17.94            | 6,930                   |  |
| 東區   | 85,381     | 10.48            | 8,150                   |  |
| 美原區 | 39,306     | 13.24            | 2,970                   |  |
| 南區   | 151,436    | 40.44            | 3,740                   |  |

## 交通
轄內有多條鐵路路線通過，但全都南北向通過轄內，東西向之交通仍須仰賴巴士客運。

### 鐵路
南海電氣鐵道
- 南海本線：七道站 - 堺站 - 湊站 - 石津川站 - 諏訪之森站 - 濱寺公園站
- 高野線：淺香山站 - 堺東站 - 三國丘站 - 百舌鳥八幡站 - 中百舌鳥站 - 白鷺站 - 初芝站 - 萩原天神站 - 北野田站

西日本旅客鐵道（JR西日本）
- 阪和線：淺香站 - 堺市站 - 三國丘站 - 百舌鳥站 - 上野芝站 - 津久野站 - 鳳站

泉北高速鐵道
- 泉北高速鐵道線：中百舌鳥站 - 深井站 - 泉丘站 - 栂·美木多站 - 光明池站

大阪市高速電氣軌道
- 御堂筋線：北花田站 - 新金岡站 - 中百舌鳥站

阪堺電氣軌道
- 阪堺線：大和川停留場 - 高須神社停留場 - 綾之町停留場 - 神明町停留場 - 妙國寺前停留場 - 花田口停留場 - 大小路停留場 - 宿院停留場 - 寺地町停留場 - 御陵前停留場 - 東湊停留場 - 石津北停留場 - 石津停留場 - 船尾停留場 - 濱寺站前停留場

### 公路
高速道路
- 阪神高速4號灣岸線：（大阪市） - 三寶出入口 - 大濱出入口 - 出島出入口 - 石津出入口 - 濱寺出入口 - （高石市）
- 阪神高速15號堺線：（大阪市） - 堺出入口
- 阪和自動車道：（松原市） - 美原北交流道 - 美原系統交流道 - 美原南交流道 - 堺系統交流道 - 堺交流道 - （和泉市）
- 堺泉北收費道路（日语：堺泉北有料道路）：（高石市） - 菱木出入口 - 太平寺出入口 - 平井出入口 - 堺系統交流道
- 南阪奈道路：美原系統交流道 - 美原交流道 - 美原東交流道 - （羽曳野市）

一般國道
- 國道26號、國道309號（日语：國道309號）、國道310號（日语：國道310號）

## 教育
位於堺市的高等教育學校主要為大阪府立大學、桃山學院教育大學、羽衣國際大學、太成學院大學，其他還有關西大學、帝塚山學院大學在堺市設有校區。

## 體育
日本職棒福岡軟銀鷹的前身南海隊在1938年成立之初，主球場即設於堺市，先後曾使用過堺大濱球場和中百舌鳥球場，直到1948年因試行導入職業棒球地域保護権，南海鷹才將主場遷至大阪市。
目前以堺市為主場的職業球隊有：日本職業足球聯賽的大阪櫻花、日本職業女子足球聯賽的大阪堺櫻花女子、排球V聯賽的日本製鐵堺拓荒者。

## 姊妹都市
國内
- 種子島（鹿兒島縣西之表市、熊毛郡中種子町、熊毛郡南種子町）
- 東吉野村（奈良縣吉野郡）

海外
- 伯克利（美國加利福尼亞州）
- 連雲港市（中國江蘇省）
- 惠靈頓（新西蘭惠灵顿大区）

## 圖片集

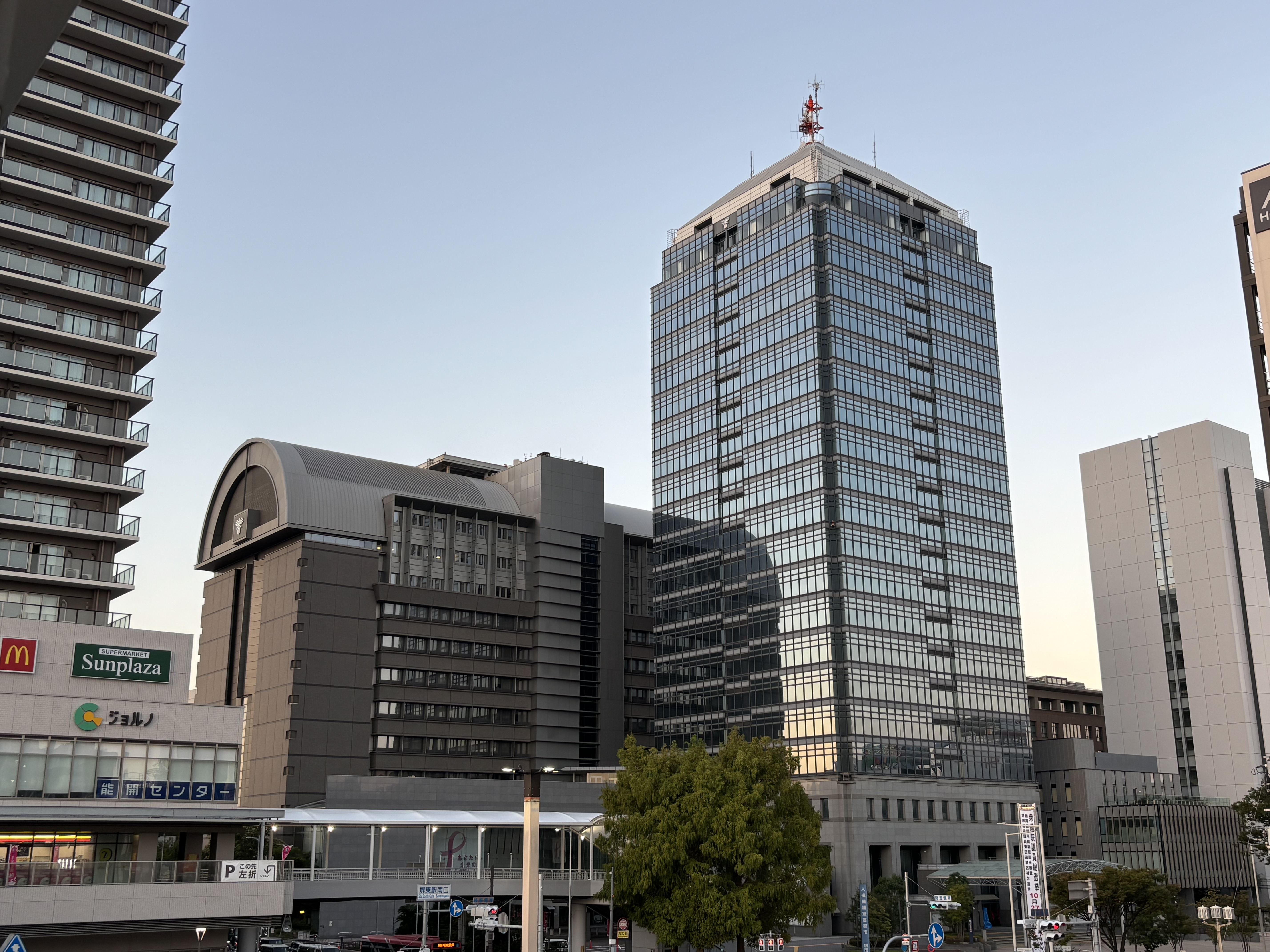
中心商業區
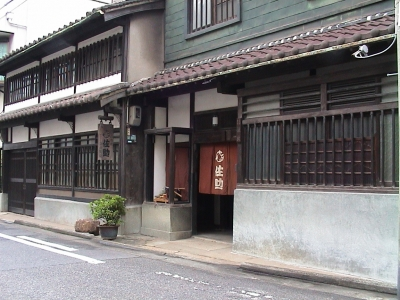
老街
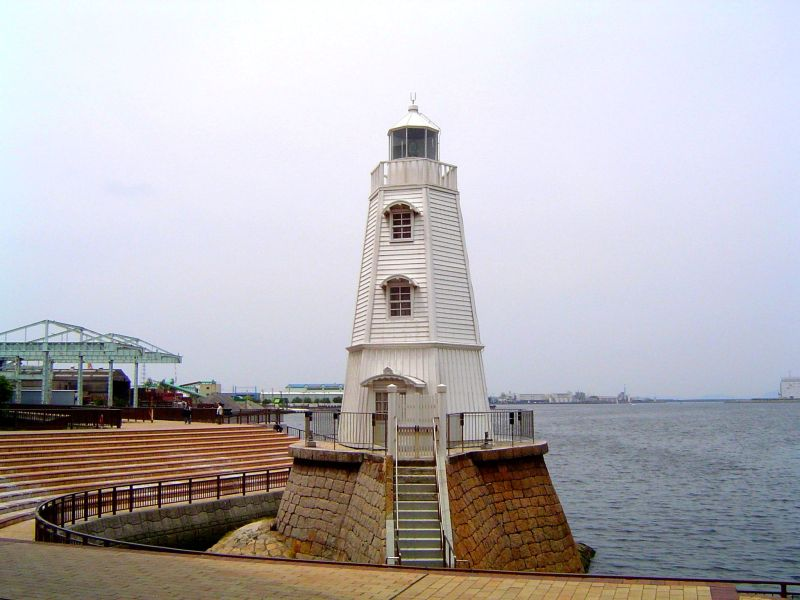
堺燈塔
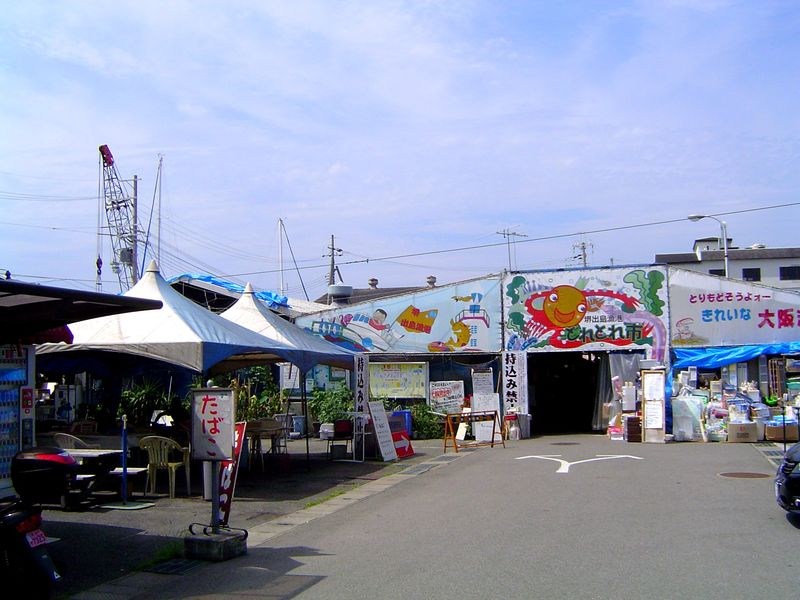
堺漁市
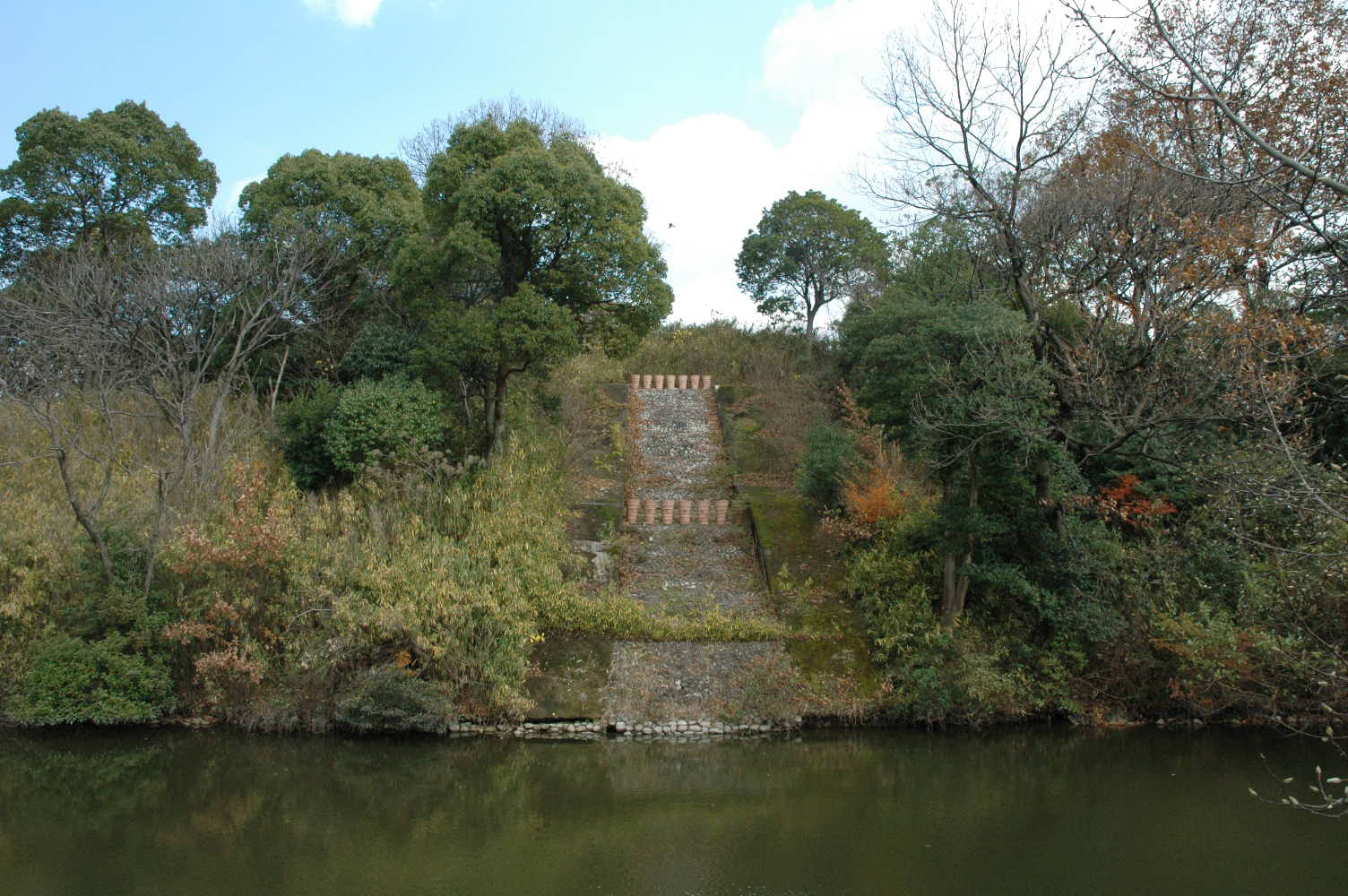
黑姫山古墳
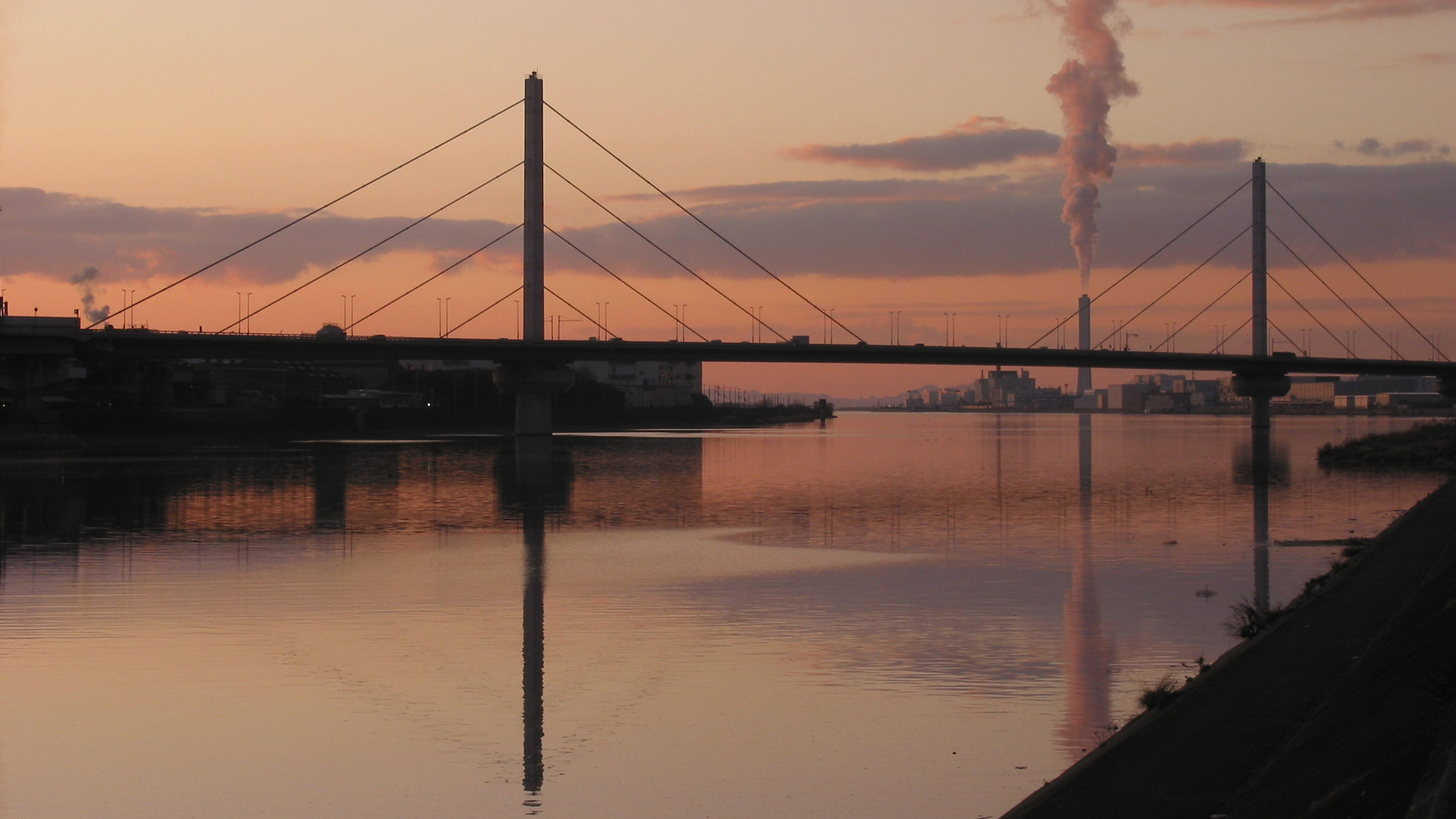
大和川橋
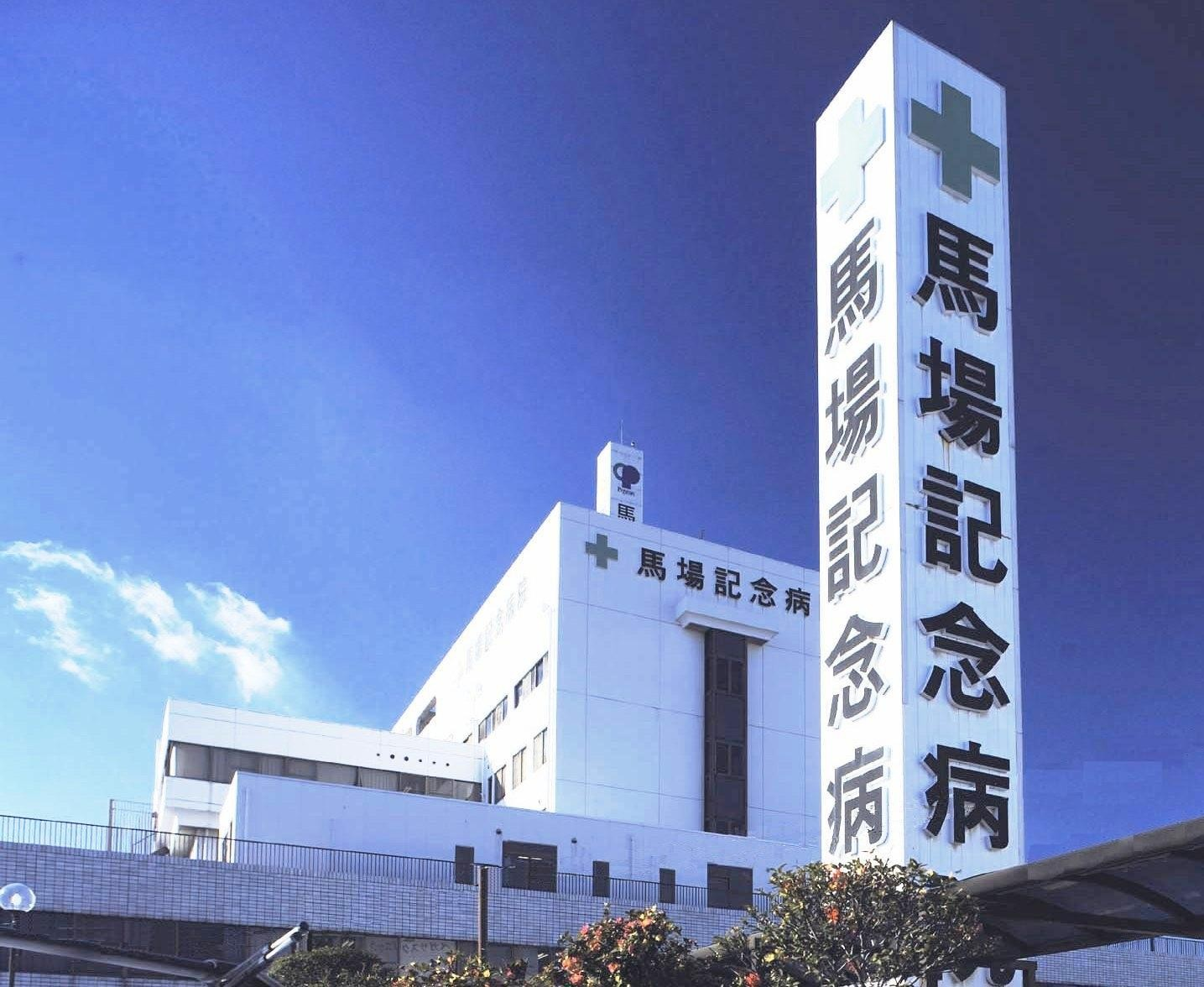
馬場紀念醫院

## 本地出身的名人
- 鈴木貫太郎（原日本海軍大將、內閣總理大臣）
- 北側一雄（原日本國土交通大臣）
- 丹下健三（建築師）
- 與謝野晶子（歌人、作家）
- 中原亞矢（漫畫家）
- 石川雅之（漫畫家）
- 大東駿介 （演員）
- 片岡愛之助（演員、歌舞伎役者）
- 黑谷友香（女演員）
- 澤口靖子（女演員）
- 谷村美月（女演員）
- 小芝風花（女演員）
- 佐田之海鴻嗣（大相撲小結力士）
- 西畑大吾（偶像、演員）
- 千ほさち（前寶塚歌劇團花組主演娘役）
- 天野達也（crossfaith,YOASOBI 鼓手）

## 外部連結
- （简体中文） 堺市官方網頁 （页面存档备份，存于）
- （日語） 維客旅行上的堺市 （页面存档备份，存于）
- OpenStreetMap上有關堺市的地理
- 谷歌地圖